# Franciszek Tomanek
Franciszek Tomanek (ur. 15 listopada 1889 w Monasterzyskach, zm. 1935 we Lwowie) – prawnik, pedagog.

## Życiorys
Ukończył gimnazjum w Wadowicach w 1907. Studiował prawo na Uniwersytecie Jagiellońskim w Krakowie, doktorat praw uzyskał w 1914. Od 1916 pracował w szkolnictwie handlowym. Był prof. Akademii Handlowej i Wyższej Szkoły Handlu Zagranicznego we Lwowie, wykładał księgowość na Politechnice Lwowskiej. Ponadto był członkiem Państwowej Rady Oświecenia Publicznego i Państwowej Komisji Oświaty Zawodowej, a także prezesem Towarzystwa Społecznych Szkół Handlowych, dyrektorem Towarzystwa Kredytowego Nauczycieli i Urzędników, redaktorem „Młodego Kupca”, biegłym sądowym dla księgowości, członkiem Komisji Rewizyjnej Magistratu miasta Lwowa.
Pochowany 2 grudnia 1935 na Cmentarzu Obrońców Lwowa.

## Wybrane publikacje
- Księgowość kupiecka (1922)
- Handel towarowy i pieniężny oraz jego organizacja (1928)
- Organizacja pracy w szkole zawodowej (1933)
- Zarys metodyki nauczania rachunkowości (1933)
- Wartość wychowawcza rachunkowości (1933)
- Handel towarowy i pieniężny, jego organizacja i technika (1934)
- Neoproduktywizm (1935)

## Ordery i odznaczenia
- Złoty Krzyż Zasługi (19 marca 1931)[3]
- Medal Niepodległości (9 listopada 1933)[4]